# Nereis mortenseni
Nereis mortenseni är en ringmaskart som beskrevs av Augener 1923. Nereis mortenseni ingår i släktet Nereis och familjen Nereididae. Inga underarter finns listade i Catalogue of Life.